# Andre Chase
Chance Barrow (Eden, 22 de abril de 1989) é um lutador profissional americano. Ele trabalha atualmente para a WWE, na marca NXT sob o nome de ringue Andre Chase. Ele é o líder do grupo Chase University e foi duas vezes campeão de duplas do NXT.
Barrow era anteriormente conhecido pelo nome de ringue Harlem Bravado, onde se juntou a seu irmão Lance Bravado trabalhando para a Ring of Honor e Pro Wrestling Noah como os Bravado Brothers.

## Carreira na luta livre profissional

### Ring of Honor (2008–2012)
Barrow e seu irmão mais velho, Houston, treinaram na Wrestling Academy da Ring of Honor (ROH) sob a orientação de Delirious em 2008.
Barrow estreou na ROH em setembro de 2009 como Harlem Bravado, ao lado de seu irmão Lance Bravado, formando os Bravado Brothers. Nos meses seguintes, eles competiram em lutas dark, enfrentando lutadores como Tony Kozina e Anthony Nese. Seu primeiro combate no plantel principal foi no 8th Anniversary Show, onde foram derrotados pelos Kings of Wrestling (Chris Hero e Claudio Castagnoli). 
Eles participaram do torneio Tag Wars 2010, chegando às semifinais antes de perder para o Dark City Fight Club, formado por Kory Chavis e Jon Davis. Após derrotas para equipes como Future Shock (Adam Cole e Kyle O'Reilly) e Grizzly Redwood e Andy Ridge, eles iniciaram uma sequência de vitórias em janeiro de 2011, que durou até serem derrotados por Future Shock no Supercard of Honor VI em 21 de maio. No Tag Team Turmoil 2011, os Bravados entraram no torneio para determinar os próximos desafiantes ao Campeonato Mundial de Duplas da ROH. Eles venceram os Briscoe Brothers (Jay e Mark Briscoe), mas perderam para Future Shock na final. Em 17 de setembro, os Bravado Brothers participaram de seu primeiro pay-per-view da ROH, Death Before Dishonor IX, em uma luta de eliminação de três equipes contra The Young Bucks e Future Shock, onde foram a primeira equipe eliminada. Em novembro, a dupla perdeu para os Briscoe Brothers em uma luta qualificatória para o torneio Survival of the Fittest. No pay-per-view Final Battle 2011, os Bravado Brothers participaram de uma luta gauntlet de duplas para determinar os desafiantes número um ao Campeonato Mundial de Duplas da ROH, mas foram a primeira equipe eliminada por Caprice Coleman e Cedric Alexander.
Os Bravado Brothers retornaram à ROH no evento Unity em abril de 2012, derrotando os Young Bucks. No mês seguinte, eles desafiaram a Wrestling's Greatest Tag Team (Shelton Benjamin e Charlie Haas) pelo Campeonato Mundial de Duplas da ROH. Eles venceram a luta por desqualificação, mas, portanto, não conquistaram o título. Ao longo de meados de 2012, competiram apenas de forma esporádica pela ROH, incluindo uma derrota para Coleman e Alexander no Glory By Honor XI, que foi sua última aparição na ROH.

### Total Nonstop Action Wrestling (2016)
Em dezembro de 2016, Harlem apareceu no episódio especial do Impact Wrestling "Total Nonstop Deletion" ao lado de Lance Bravado como os Bravado Brothers, participando do Tag Team Apocalypto pelo Campeonato Mundial de Duplas da TNA.

### WWE (2021–presente)
Em fevereiro de 2021, foi anunciado que Harlem Bravado havia assinado com a WWE e se reportaria ao WWE Performance Center. No episódio de 2 de julho do 205 Live, ele fez sua estreia sob o nome de ringue Andre Chase, derrotando Guru Raaj para se qualificar para o NXT Breakout Tournament. No episódio de 20 de julho do NXT, ele foi derrotado por Odyssey Jones na primeira rodada.
No episódio de 21 de setembro do NXT, Chase apresentou uma nova persona de professor vilão e começou a hospedar um segmento chamado Andre Chase University. Ele iniciou uma rivalidade com Odyssey Jones após zombar dele por ter perdido no Breakout Tournament e por ter custado a ele uma luta contra LA Knight. Nos meses seguintes, Chase recrutou Bodhi Hayward e Thea Hail como seus novos alunos na Chase University, começando a se tornar um lutador "face". No episódio de 20 de setembro de 2022 do NXT, Chase e Hayward venceram Carmelo Hayes e Trick Williams. Isso garantiu a Chase uma vaga para disputar o Campeonato Norte-Americano do NXT contra Von Wagner no episódio de 4 de outubro do NXT, mas ele foi derrotado.
Em novembro, Hayward foi dispensado de seu contrato com a WWE, o que o retirou da Chase University. No episódio de 1º de novembro do NXT, Duke Hudson se juntou à Chase University, acompanhando Andre Chase e Thea Hail como o portador da bandeira da Chase U, e salvou Chase de um ataque de Charlie Dempsey. Chase fez sua primeira aparição no plantel principal durante o episódio de 19 de dezembro do Raw, onde foi visto entre os lutadores sendo atacados pela The Bloodline nos bastidores. No episódio de 31 de janeiro do NXT, Chase e Hudson derrotaram The Dyad e Edris Enofe e Malik Blade para garantir um lugar na luta fatal 4-way pelo Campeonato de Duplas do NXT no NXT Vengeance Day. No evento, Chase U não conseguiu conquistar os títulos. Em 25 de abril de 2023, no Spring Breakin', Chase perdeu para Bron Breakker. Após isso, ele ficou fora da televisão devido a uma lesão (kayfabe) até o episódio de 27 de junho do NXT, onde retornou para ajudar Hudson a lutar contra Drew Gulak e Charlie Dempsey, após Thea Hail ser derrotada por Tiffany Stratton. No dia 24 de outubro, na Noite 1 do NXT: Halloween Havoc, Chase e Hudson derrotaram a D'Angelo Family (Tony D'Angelo e Channing "Stacks" Lorenzo) para se tornarem os novos campeões de duplas do NXT, conquistando seu primeiro título na WWE. Na Noite 2, durante a luta entre Hail e Jacy Jayne contra Chelsea Green e Piper Niven pelo Campeonato de Duplas Femininas da WWE, Chase se recusou a permitir que Jayne usasse o cinturão contra Green, custando a Hail e Jayne a luta. Chase e Hudson perderam os títulos de duplas para D'Angelo e Stacks na edição de 14 de novembro de 2023 do NXT, encerrando seu reinado em 21 dias.
No final de 2023, a Chase U começou uma storyline revelando que a universidade estava em sérias dívidas após Chase ter apostado todo o seu dinheiro. No episódio de 23 de janeiro de 2024 do NXT, homens da recuperação foram vistos tomando equipamentos da Chase U, incluindo o troféu MVP de Hudson, sugerindo a dissolução da Chase U. Na semana seguinte, Jayne anunciou que havia criado o calendário "2024 Ladies of Chase U", que seria lançado no NXT Vengeance Day, e que as vendas projetadas salvariam a Chase U. Chase agradeceu a Jayne e a aceitou oficialmente no grupo. Em março, Jayne se virou contra a Chase U, o que levou a uma luta de trios femininos no NXT Stand & Deliver em 6 de abril, onde Hail se uniu a Fallon Henley e Kelani Jordan para derrotar Jayne, Kiana James e Izzi Dame. No episódio seguinte do NXT, Jayne revelou a verdade sobre as dívidas de apostas de Chase U. Na luta pelo Campeonato Feminino do NXT de Hail contra Tiffany Stratton no NXT The Great American Bash, Chase fez uma aposta ilegal de que Hail venceria o título. No entanto, ele priorizou o bem-estar de Hail e jogou a toalha, resultando em sua derrota na aposta.
No início de maio de 2024, Ridge Holland começou a se associar à Chase U. No episódio de 14 de maio do NXT, Holland desafiou os Good Brothers (Luke Gallows e Karl Anderson) para uma luta de duplas, após eles zombarem de Holland por ter deixado o plantel principal para o NXT. Chase ofereceu Riley Osborne como parceiro para Holland, o que deixou Osborne insatisfeito. Os Good Brothers venceram a luta após mais um erro de Holland. No episódio de 21 de maio, Fallon Henley derrotou Hail para garantir uma vaga na luta de escadas de seis mulheres para coroar a campeã inaugural do Campeonato Norte-Americano Feminino do NXT no NXT Battleground. Nos bastidores, Osborne discutiu com Holland por ter custado a Hail a luta, levando Chase a propor que os dois resolvessem suas diferenças no ringue, onde Holland derrotou Osborne. Após a luta, Osborne ainda não aprovava a associação da Chase U com Holland, com Hudson concordando com Osborne. No episódio de 4 de junho do NXT, Osborne e Hudson se recusaram a acompanhar Holland para a luta de Hail contra Jazmyn Nyx. No meio da luta, Osborne e Hudson apareceram na beira do ringue, para surpresa de Hail, e Nyx aproveitou isso para derrotá-la. O grupo eventualmente aceitou Holland como membro oficial. No episódio de 25 de junho do NXT, Chase e Hudson venceram uma luta de turmoil de duplas para garantir uma luta pelo Campeonato de Duplas do NXT no NXT Heatwave. No evento, em 7 de julho, Chase e Hudson não conseguiram derrotar Nathan Frazer e Axiom pelos títulos. Holland garantiu uma revanche pelo Campeonato de Duplas do NXT, mas desta vez Chase se uniria a Holland. No episódio de 13 de agosto do NXT, Chase e Holland derrotaram Frazer e Axiom pelo Campeonato de Duplas do NXT, tornando Chase duas vezes campeão, enquanto Holland conquistou seu primeiro título na WWE. Chase e Holland perderam os títulos de volta para Frazer e Axiom 19 dias depois no NXT No Mercy. Após a luta, Holland atacou o grupo, se desfiliando da Chase U e retornando ao papel de vilão no processo.

## Outras mídias

### Videogames
| Ano  | Título   | Notas                       | Ref.   |
| ---- | -------- | --------------------------- | ------ |
| 2023 | WWE 2K23 | Estreia em videogames - DLC | [ 38 ] |
| 2024 | WWE 2K24 | —                           | [ 39 ] |

## Títulos e prêmios
- All Star Wrestling
  - ASW British Heavyweight Championship (1 vez)
- Battle Zone
  - Battle Zone United States Championship (1 vez)
- Dragon Gate USA
  - Open the United Gate Championship (1 vez) – com Lancelot Bravado[40]
- Full Impact Pro
  - FIP Tag Team Championship (1 vez) – com Lancelot Bravado
- Pro Wrestling Illustrated
  - PWI o colocou na posição #281 dos 500 melhores lutadores individuais em 2012[41]
  - PWI o colocou na posição #500 dos 500 melhores lutadores individuais em 2023
- Premiere Wrestling Xperience
  - PWX Tag Team Championship (2 vezes) – com Lancelot Bravado[42]
- Wrestle Force
  - Wrestle Force Tag Team Championship (1 vez) – com Lancelot Bravado[43]
- WWE
  - Campeonato de Duplas do NXT (2 vezes) – com Duke Hudson (1) e Ridge Holland (1)